# Kaltenengers
Kaltenengers là một đô thị thuộc huyện Mayen-Koblenz bang Rheinland-Pfalz, phía tây nước Đức. Đô thị Kaltenengers có diện tích 3,07 km², dân số thời điểm ngày 31 tháng 12 năm 2006 là 2093 người.